# 柳野玲子
柳野 玲子（やなぎの れいこ 1982年5月1日 - ）は、鹿児島県出身の日本のタレント、元グラビアアイドル。以前アイドルユニットの一員として歌手活動の経験も有り、現在はキャスター、レポーター、MCの他、舞台女優も熟すマルチタレントである。

## 略歴
高校2年の冬休み、旅行中にラフォーレ原宿でスカウトされる。卒業後上京し、大妻女子大学短期大学部に通っていた。程なくして当時の事務所が無くなり、和風レストランやケーキ工場でアルバイト生活の後、20歳の時再度ラフォーレ原宿でスカウトされタレント活動を開始。当初フィットワンに所属していたが、2008年3月よりスカイコーポレーションに約8年所属の後、2016年6月1日より、生島企画室に移籍。
2019年11月22日、俳優の湯川尚樹と結婚した。2021年7月に第1子長男を出産。2023年6月長女を出産。

## 人物
- 趣味：釣り、ゴルフ、お酒＆グルメ。特にお酒は自他共に認める酒豪の様である。
- 自身も認める大の釣り好きでもあり、釣り関連の番組にもレギュラー出演している。
- 特技：持久走、水泳、バドミントン。湘南国際マラソンでは第3回（2008年11月16日[7]）と第4回（2009年11月8日[8]）、第5回（2011年1月23日[9]）に応援ランナーとして10kmを完走するという運動能力が高い一面も持つ。
- 以前めざましテレビに出ていた関係で皆藤愛子と仲が良く、お互いのブログに時折登場する。以前の事務所の先輩、矢部美穂との親交も深く、服などを譲り受けたり、一緒にゴルフに行っている様子を自身のブログで紹介する事もある。
- 2005年に献血に行き血液検査をするまで、自分の血液型がA型だと思っていたとの事。
- 大妻女子短期大学を半年で中退したが、19歳の時に日本大学に合格する。天才的では無く、決して努力を惜しまない人でもある。一方、地理・地図が苦手な一面もある。
- レポーター、舞台女優などタレントとして活動する中、インテリアコーディネーターの資格を取得し、2015年4月1日、インテリアコーディネイトのプロデューサーとして「LEICONSEPT レイコンセプト」を起業するなど、マルチな才能の持ち主でもある。
- 弟は、ベーシストのYUKO（ゆーこー）こと柳野裕孝。

## 出演

### テレビ
(釣りビジョン関連)
- 『五畳半の狼』- アシスタント 釣りビジョン（2010年4月1日 - 2021年迄）（毎週木曜日 21:00 - 22:00、リピート土曜 26:00 - 27:00、日曜 12:00 - 13:00、月曜13:00 - 14:00、火曜17:00 - 18:00）
- 『FV CLIMAX 2013 しろ〜と5』初参戦 釣りビジョン（2013年12月)
- 「行け!ぎのっち（シーバス編）[10]」ナビゲーター、行け!ぎのっち2（タチウオ編）(2012年）、行け!ぎのっち3(カワハギ編)(2013年)、行け!ぎのっち4(真ダコ編)(2015年) 釣りビジョン
- 『釣りはじめます〜#10熊本編〜[11]』ナレーター 釣りビジョン 2015年9月13日初回放送、-同-#18青森編 2016年1月17日初回放送、-同-#22徳島編2016年3月20日初回放送、-同-#25佐賀編2016年5月1日初回放送、-同-#31-茨城編　2016年8月21日初回放送　同-#39-群馬編　2016年12月18日初回放送
- BS釣りビジョンフェスティバル　トークショー・サイン会　みなとみらいパシフィコ横浜(2020年1月19日)
- きょうも大魚！関東沖釣り爆釣会　相模湾の高級魚！アカアマダイ　釣りビジョン (2022年12月12日20時、13日24時、15日10時、17日15時、21日17時、25日08時、30日06時)

(J:COM関連)
- 『ジモトピ板橋』 - レギュラーレポーター&ナレーターJ:COM 板橋（2013年4月1日 - 2022年）（板橋エリア毎週月曜日更新、リピート毎日3回 - 5回、府中・小金井・国分寺、杉並、練馬・新座・和光、西東京、世田谷、調布狛江エリア各毎週1回放送）
- 『いまどこ!?イレブン』J:COM 東京 - 板橋局レポーター（2013年3月 - 放送終了）（J:COMチャンネルの東京および東京近郊各エリアで、平日の毎日午前11時生放送、午後8時半再放送：Ustreamでライブ配信、また過去のライブを過去30日分公開）
- いたばし花火大会生中継メインキャスターJ:COM 板橋板橋区、北区、中野区、杉並区、練馬区、新座市、和光市で放送(2013年～)
- 「J:COMデイリーニュース」 板橋区＋北区　水～金曜日担当キャスター 毎日17時半 - 17時50分  (2016年4月 ～2022年7月迄)
- J.COM チャンネル板橋・北 「ジモト応援！つながるNews」レギュラーレポーター　(2022年8月~)
- J.COM チャンネルすみだ・台東「ジモト応援！つながるNews」レギュラーレポーター　(2022年8月~)

(その他のテレビ)
- 「満足！トレンドナビ」キャスター　BS-TBS
- 「『ふた旅美japan』[12]」テレビ埼玉 第1話「新潟編」レポーター(2016年4月8日20時放送)から、第2話「神奈川編」、第3話「群馬編」、第4話「函館編」に出演。今後もレギュラーレポーターとして出演中。2016年7月5日より゜youtube にて公開中
- 「クチコミTV2.0 by kakaku.com」TOKYO MX - レギュラーレポーター
- 「Club AT-X」AT-X - レギュラーレポーター
- 「Ve.ナース[13]」CS275ch - レギュラーアイドルユニットでCDデビュー「～それが大事～」
- 「情報新惑星」BS日テレ - レポーター
- 「BLOG@GIRLS」BS-i（2006年7月 - 2007年3月） - ブロガール
- 「kakaku.com TV」TOKYO MX - レギュラーレポーター
- 「デジ屋台」TBS
- 「パセリ」TOKYO MX
- 「誰も知らない泣ける歌」日テレ 再現V - 本田美奈子役
- 「きれいごころ」ベネッセチャンネル
- 「生活達人」TBS
- 「情報MAP」テレビ朝日
- 「POP'N TV」CTC
- 「めざましテレビ」めざまし調査隊、朝イチ家族自慢 - レポーターCX
- 「ネポスナポス」BSフジ
- 「ランブリングフィッシュ」 - 水原万里 役 KBS
- 「王様のデザート」TBS
- 「レイちゃんの食べログ日記」MXTV
- 「なりギャル.TV」CTC
- 「オフ娘！（オフむすめ）」J:COM
- 「江戸嬢」TOKYO MX
- 「水着少女」テレビ東京
- 「池袋ウェストフードパーク」CS275ch
- 「イナメラキアカンパニー」CS275ch
- 「ツボッ娘」TBS
- 「Jナビ」テレビ東京
- 「ブランニュー」テレビ東京

### ラジオ
- 「土曜日レディ」NHK-FM - ゲスト

### 舞台
- 「THE FAMILY・絆」(2008年11月)脇太平 脚本・演出 - ヒロイン京子 役
- 「きら星の磁力」(2009年) 脚本：MARU 演出：和興 - アイドル麻衣 役、ギャル愛子 役（2役）
- 「ろまんす」(2010年8月)藤森一朗 脚本・演出 - 主演 めぐみ 役
- 「ホッチキス」(2010年10月：劇団空感エンジン第三回公演)藤森一朗 脚本・演出 - A班 矢部じゅりあ 役
- 「エンドロール」(2012年)新星中 脚本・演出 - ヒロインこずえ 役
- 「その旅人は建設マン[14]」（2014年4月 - 5月）演出：山添ヒロユキ 脚本：川原田サキ - 主演 水島玲奈 役
- 劇団浪漫狂「屋根の上の魔女[15]」（2015年3月4日 - 8日、紀伊国屋ホール）脚本：フンダリーノ・ケッタリーノ、演技演出：フランク・シチョリーナ、構成演出：中村隆天 - 占い師 役
- 「がんばれ!けんせつ小町〜おはようございます〜」総合プロデュース・監修:建設マン.com - 柳野玲子 本人役で特別出演 日本建設業連合会特別協賛 築地ブディストホール、（2015年9月29日 - 10月4日）
- 「その男、武蔵につき」 - お通 役　監督／脚本・総合演出：高橋善功：演出／殺陣・振り付け：後藤一機：主宰：高橋力也（一世一代プロモート代表)：制作：劇団一世一代時代組：築地本願寺ブディストホール（東京）：2018年3月23日～3月25日

### CM
- 2008年「アメリカンドラッグ」
- 2008年「アパマンショップ」
- 2009年「TXビジネスレポート〜日清食品〜」
- 2010年「アメリカンドラッグ」
- 2010年「エースコンタクト」
- 2016年テレビ大阪ブリジストン(3月)、経済センサス-活動調査(6月)、日本証券業協会ジュニアNISA(8月)インフォマーシャルMC

### PV
- MEN「Especially」

### Web
- 建設マン.com[16] - ナビゲーター 「モーニングメッセージ、玲子のアイショット等を担当」2012年1月 ～2015年12月31日
- 建設マン.com写真展 - メインキャラクター 2012年
- NTT東日本「フレッツ・スクウェアニュース」 - キャスター
- 「おもしろラジオジャパン」 - パーソナリティ[17]
- 「小生意気!!」 アニメイトTV - 司会
- ニコ生「マイファーマーチャンネル」[18] - 司会・レポーター
- 西伊豆の釣り　映える体験・春編　(2019年)  YouTube
- 西伊豆の釣り　夏編　(2019年)  YouTube

### 映画
- 2013 短編映画「空の色」[19] 監督・脚本・編集：鈴木聖史 - ヒロイン 千恵 役 共演：秦秀明

### その他
- 第35回玉姫稲荷神社　靴のめぐみ祭り市にて、3人組ご当地アイドルユニット「巫女ガールズ」の"海の巫女" として、3曲目となる新曲「玉姫神社に祈りを込めて」を発表。2009年11月（靴のめぐみ祭り市実行委員会）にて初の音楽活動。
- ラジオドラマ 「ヤクルト小さな小さな物語」[20] TOKYO FM
- インテリアプロディース『LEICONCEPT（レイコンセプト）』2015年4月1日起業
- 株式会社ベルーフ[21] イメージガールとして、HPやパンフレット、イベント等に採用
- ミスアース[22] PRアンバサダー就任、PR活動を開始。(2016年7月)
- 第27回さかえ雪ん子祭り　(栄村秋山郷観光協会主催) M C  ( 2019年)
- 某銀行50周年記念イベント MC　(2019年12月)  渋谷セルリアンタワー
- ミスアース2020 MC  (2020年12月)  東京フォーラム

## ディスコグラフィー

### 参加作品
- 新橋発6人組アイドルユニット「Ve.ナース（ヴィーナース）」のリーダー"ブルーヴィーナースぎのっち"として、『それが大事〜Ve.ナースヴァージョン〜』(CD:A&A、iTunes:D-dol records)で2010年8月にCDデビュー
- 『PV出演 』 MEN「Especially」

### DVD
- 『ドキドキ!!水泳大会 柳野玲子』（2003年9月、つくばテレビ / ベガファクトリー）
- 『なりギャル in guam』（2003年11月、ネクスト/ ディースリー）
- 『ぎのMIX』（2004年2月、GIRLS' RECORD / ジャパンホームビデオ） GyaOでセクシーキューティーGIRLS RECORDとして一部配信
- 『ガチンコ水泳・バトル大会』（2004年9月、GIRLS' RECORD / ジャパンホームビデオ）
- 『Flower Label 柳野玲子』（2004年10月、ディープラネット / イーネット・フロンティア）
- 『アイドルアンダーグラウンド』撮影:米原康正（2005年2月、クライムミュージックエンタテイメント / ユニバーサルミュージック）
- 『しとやか 』（2011年4月、トリコ） GyaOでプロモーションビデオ配信

## 書籍
- デジタル写真集『柳野玲子 しとやか』（Venus！vol.15:2012年12月、販売:Fujisan.co.jp / eBookJapanダイナマイツ)
- フォトエッセイ『その旅人は建設マン』（2013年5月、販売:建設マン.com)